# Bahía de Sídney
La bahía de Sídney (del inglés: Sydney Harbour), también llamada Port Jackson, es un puerto natural en torno al cual se sitúa la mayor aglomeración urbana de Australia, Sídney.
En la bahía se encuentran dos de los más famosos símbolos de la ciudad, la Ópera de Sídney (Sydney Opera House), y el puente de la bahía de Sídney (Sydney Harbour Bridge), que juntas forman una de las vistas más bonitas y fotografiadas del mundo. Otro puente que atraviesa la bahía es el puente ANZAC. El bahía se extiende unos 19 kilómetros en el mar de Tasmania, al este, hasta las proximidades del suburbio llamado Glebe al oeste. En este punto, se reduce a dos ríos conocidos como río Parramatta y río Lane Cove. El Parque Olímpico de Sídney está bañado por el río Parramatta.

## Características

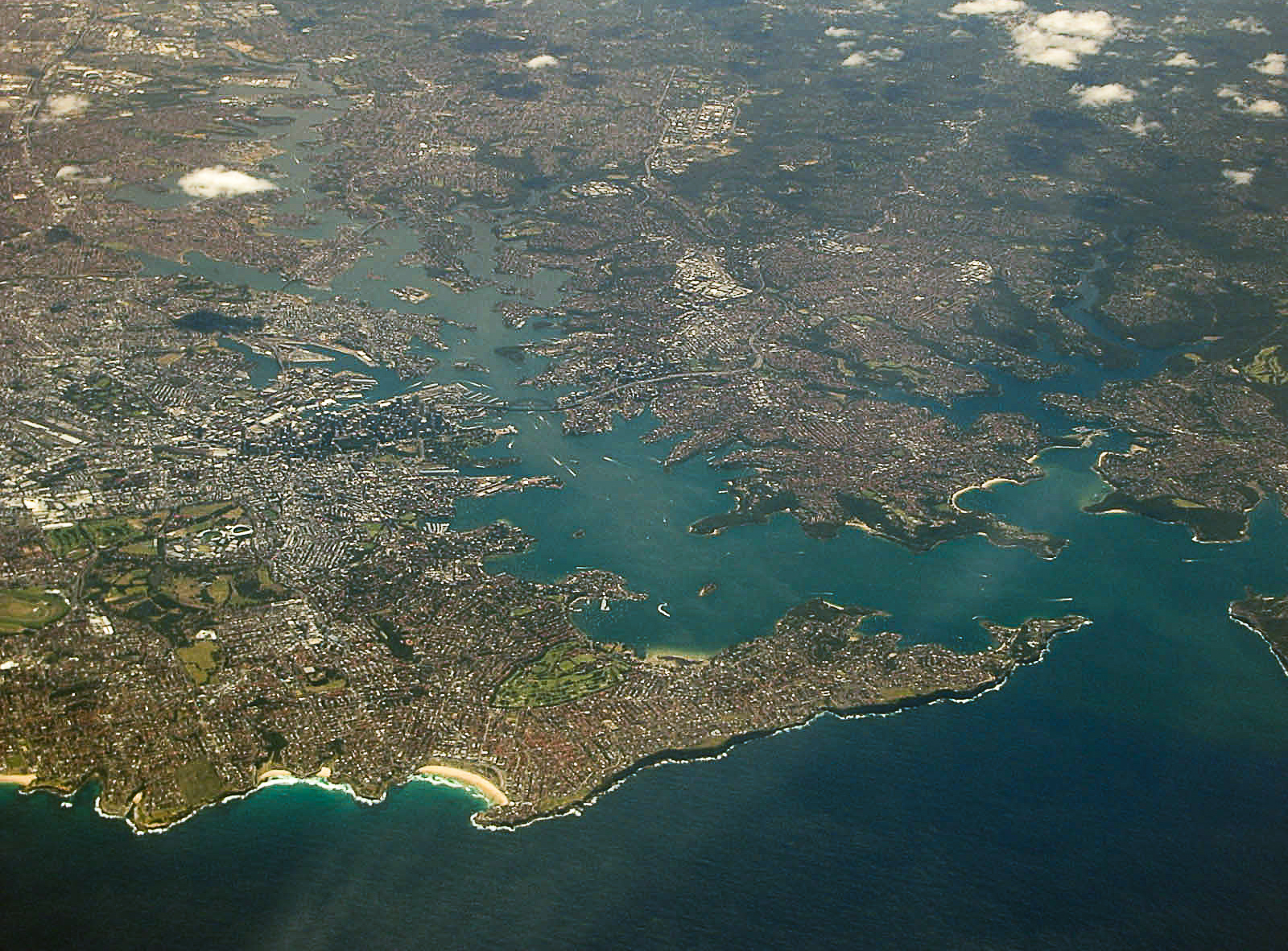
Vista aérea de la bahía.

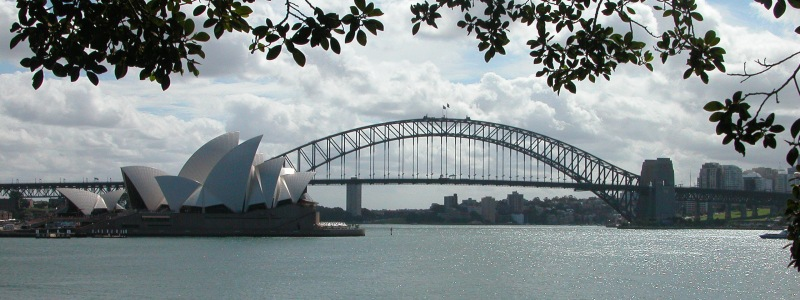
Casa de la Ópera y puente de la bahía de Sídney.

La bahía de Sídney incorpora otras innumerables bahías menores tanto al norte como al sur, estando las más grandes localizadas al sur, incluyendo la llamada cala de Sídney, que baña el área conocida como Circular Quay, en el corazón del centro de la ciudad. Otras bahías destacables son la bahía Cockle (en el famoso Puerto Darling), bahía Woolloomooloo, bahía Watsons, bahía Double y bahía Rose. Un sinnúmero de pequeñas islas existen dentro de la bahía, destacando la isla Cockatoo (donde se realizan festivales musicales y otros eventos) y el Fuerte Deninson, que fue una prisión a cielo abierto en el pasado, y hoy es una atracción turística de Sídney.
En la orilla norte, se localizan algunos de los barrios residenciales más concurridos de Sídney y de Australia, incluyendo Mosman, Kirribilli y bahía Neutral.
Innumerables embarcaciones navegan por la bahía de Sídney, incluyendo algunos de los mayores cruceros turísticos del mundo que anualmente visitan la ciudad, navíos militares que atracan en la base de la Armada Real Australiana en Woolloomooloo, y barcos de pasajeros que forman parte del sistema público de transporte de Sídney (Sydney Ferry Boats), y transportan pasajeros de Manly, pasando por el centro de la ciudad y por el Parque Olímpico de Sídney, hasta Parramatta en la zona oeste. Los fines de semana, muchos habitantes practican vela en sus aguas, formando un bello espectáculo.
La mayor regata de yates de Australia, la Regata Sídney-Hobart, parte de la bahía de Sídney el día 26 de diciembre, y sigue hasta Hobart, Tasmania, todos los años, recorriendo una distancia de más de 600 millas náuticas.

## Año Nuevo
La mayor fiesta de Año Nuevo del país también se celebra en las orillas de la bahía de Sídney, cuando más de un millón de personas asisten a uno de los espectáculos de fuegos artificiales más espectaculares del planeta.